# Alswiller
Ne doit pas être confondu avec Alsweiler.
Alswiller (ou : Alschwiller, Almswilr) est un village disparu autrefois situé au sud de Soultz-Haut-Rhin (entre Soultz, Berrwiller, Hartmannswiller et Wuenheim) dans la collectivité européenne d’Alsace.
D'origine vraisemblablement gallo-romaine (le toponyme signifierait la villa d'Alisius)[réf. nécessaire], le village est augmenté au Moyen Âge, peut-être au XIIIe siècle, d’une motte castrale située au lieu dit « butte Saint-Georges » (Sankt Jörgsbuckel). Celle-ci est appelée en 1334 « le château de Pierre d’Andlau ». Le village et le château sont incendiés lors du passage des compagnies anglaises qui ont ravagé la région en 1365 et 1375.

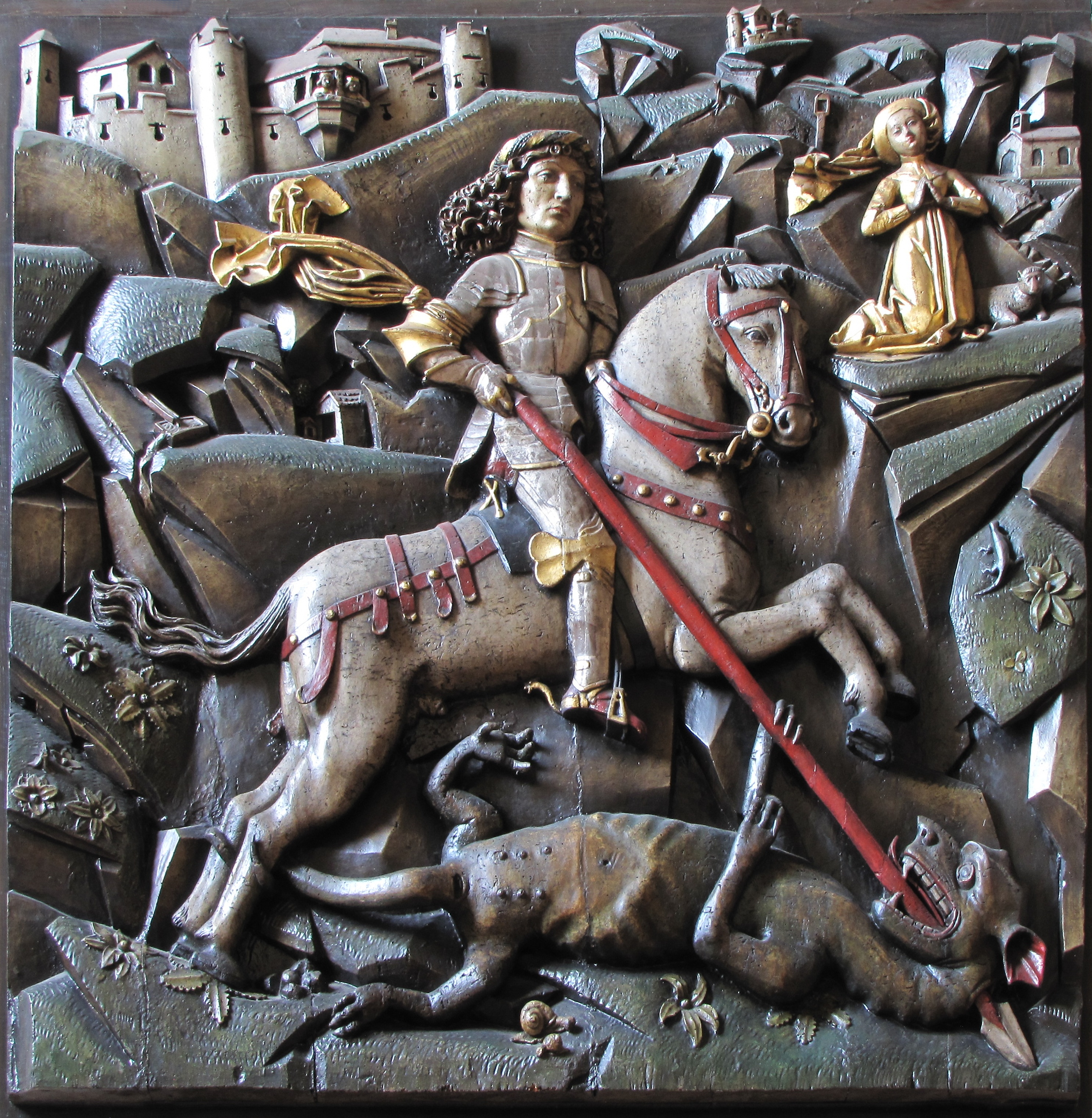
Relief représentant saint-Georges ayant décoré la chapelle d’Alswiller avant sa destruction.

Ni le village ni le château ne sont reconstruits après ces évènements, seule une chapelle dédiée à saint Georges subsistant sur le site. Celle-ci se voit doter dans la deuxième moitié du XVe siècle d’un relief inspiré des œuvres du Maître E. S. représentant saint Georges terrassant le dragon. Lorsque la chapelle est détruite à la Révolution, le relief est mis en sureté par une famille locale et rejoint ultérieurement la chapelle du cimetière de Soultz, puis l’église Saint-Maurice.
Au XIXe siècle, la motte castrale est prise pour un tumulus et fait l’objet en 1857 de fouilles archéologiques qui montrent qu’il s’agit d’une motte et attestent de sa destruction par incendie. Le site du château est inscrit à l’inventaire supplémentaire des monuments historiques en 1989, ce qui n’empêche pas le site d’être laissé à l’abandon à la fin du XXe siècle ni la destruction sans aucune fouille préalable de la basse-cour lors de l’extension des parcelles agricoles voisines au cours des années 2000,.